# Quế Sơn (huyện)
Quế Sơn 桂山 là một huyện thuộc tỉnh Quảng Nam, Việt Nam.

## Địa lý
Huyện Quế Sơn cách thành phố Đà Nẵng 40 km về phía tây nam và cách thành phố Tam Kỳ 30 km về phía tây bắc, có vị trí địa lý:
- Phía đông giáp huyện Thăng Bình
- Phía tây giáp huyện Nam Giang
- Phía nam giáp các huyện Phước Sơn và Hiệp Đức
- Phía bắc giáp các huyện Đại Lộc và Duy Xuyên.

Huyện Quế Sơn có diện tích 729,10 km², dân số là 139.566 người, trong đó dân số thành thị là 25.121 người chiếm 18% và dân số nông thôn là 114.445 người chiếm 82%, mật độ dân số đạt 191 người/km².

## Hành chính

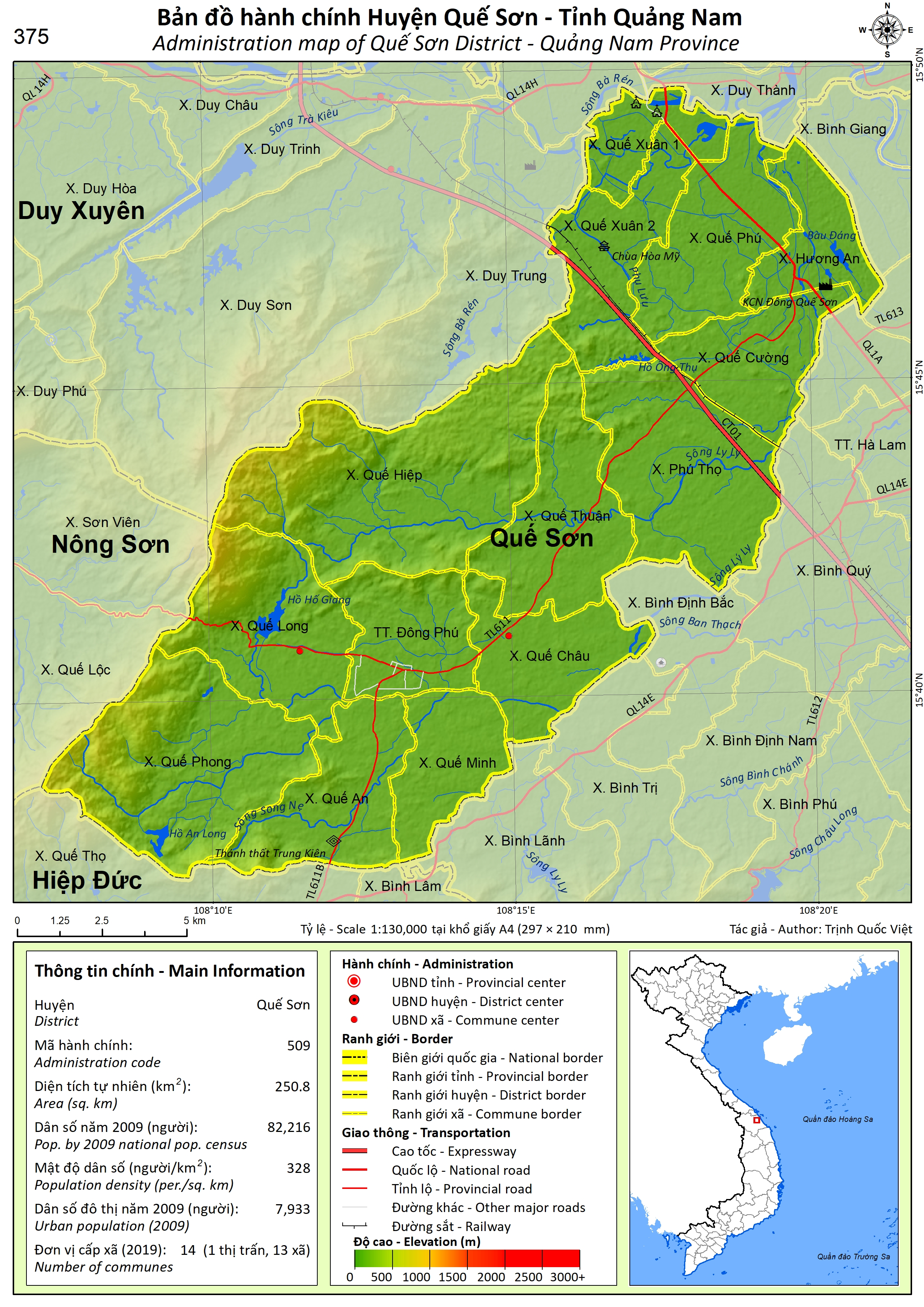
Bản đồ hành chính Huyện Quế Sơn (trước 1/2/2020)

Huyện Quế Sơn có 18 đơn vị hành chính cấp xã trực thuộc, bao gồm 3 thị trấn: Đông Phú (huyện lỵ), Hương An, Trung Phước và 15 xã: Ninh Phước, Phước Ninh, Quế An, Quế Châu, Quế Hiệp, Quế Lâm, Quế Long, Quế Lộc, Quế Minh, Quế Mỹ, Quế Phong, Quế Phú, Quế Thuận, Quế Xuân 1, Quế Xuân 2.

## Lịch sử
Tháng chạp (âm lịch) năm Minh Mạng thứ 16 (Ất Mùi) (đầu năm 1836), tách 4 tổng Xuân Phú (36 làng), Trung Lộc (22 làng), Thuận An (32 làng) và An Mỹ (11 làng). của huyện Duy Xuyên và 1 tổng Xuân Mỹ của huyện Lễ Dương đều thuộc phủ Thăng Hoa để thành lập huyện Quế Sơn, lệ thuộc phủ Thăng Hoa, chuyển huyện Duy Xuyên đổi thuộc phủ Điện Bàn. Huyện Quế Sơn lãnh 5 tổng 114 xã thôn phường châu, huyện lỵ đặt tại xã Hương Lư.
Tháng 2 năm Thiệu Trị thứ nhất (1841), kỵ húy chữ Hoa (華), phủ Thăng Hoa 升華 chép thành phủ Thăng Ba (升葩), huyện Quế Sơn 桂山 lệ vào phủ Thăng Ba.
Tháng 3 năm Thiệu Trị thứ nhất (1841), kỵ húy chữ Hoa (華), phủ Thăng Ba (升葩) đổi thành phủ Thăng Bình (升平), huyện Quế Sơn lệ vào phủ Thăng Bình.
Tự Đức năm thứ 5 (năm 1852), bỏ huyện lỵ, huyện Quế Sơn do tri phủ Thăng Bình kiêm nhiếp.
Tự Đức năm thứ 8 (năm 1855), đặt huyện lỵ tại xã Hương Lộc.
Năm 1886, Nguyễn Duy Hiệu cùng Nghĩa hội Quảng Nam lập Tân tỉnh Trung Lộc ở thôn Hiệp Trung, tổng Trung Lộc tham gia Cần Vương.
Mậu Tý, 1888, Đồng Khánh năm thứ 3, mùa xuân, bỏ tổng Ngọc Sơn thuộc huyện Quế Sơn vốn gồm một số thuộc, xã, thôn lẻ tẻ, ở xen trong 4 huyện Quế Sơn, Lễ Dương, Hà Đông, Duy Xuyên. Đem 3 xã phường Đồng Chàm 桐藍, Đông An 東安 , Xuân Yên 春煙, nhập vào tổng Xuân Phú Trung 春富中, huyện Quế Sơn; 2 xã Ngọc Sơn 玉山, Tịch An 席安  nhập vào huyện Lễ Dương; 3 xã Tịch An Đông 席安東, Thạch Tân 石津, Thanh Trà 靑茶 nhập vào huyện Hà Đông; xã Thượng Bình 上平 nhập vào huyện Duy Xuyên.
Thành Thái thứ 12 (1900), tháng 9, trích xã Phú Thứ Thượng ở tổng An Mỹ, huyện Quế Sơn nhập vào tổng Đại An, huyện Diên Phước, phủ Điện Bàn, cùng 1 số xã, thôn, phường, châu của huyện Diên Phước và huyện Hòa Vang lập huyện Đại Lộc thuộc phủ Điện Bàn, tỉnh Quảng Nam.
Năm 1946, Ủy ban Kháng chiến hành chính tỉnh Quảng Nam hợp xã lần thứ nhất, chuyển xã Cẩm Sơn thuộc tổng Xuân Phú Trung về huyện Duy Xuyên, gộp 97 xã thành 25 xã: Dưỡng Xuân, Xuân Trà, Phú Mỹ, Tam Hiệp, Liên Hoan, Tân Phú (6 xã này thuộc tổng Xuân Phú Trung), Xuân Thái, Xuân Phong, Anh Sơn, My Thuận, Tam Phước, Khánh Xuân, Phước Cầu, Ngũ Hoa, Long Châu, Tây Sơn, Tân Lập, Trà Khê, An Xa, Liên Giang, Vinh Quang, Phước Khánh, Van Sơn, Nam Linh, Tây Viên.
Tháng 3 năm 1947, thành lập châu Trà My gồm 9 làng xã cũ, hợp thành 3 xã mới là Trà Giang, Trà Lương, Trà Sơn.
Ngày 12/10/1948, tách châu Trà My, thành lập huyện Trà My và huyện Phước Sơn. Huyện Phước Sơn thành lập gồm: tổng Cò Nhang; tổng Giang Rẫy (vùng núi Phước Sơn) và các xã: Liên Giang, Vinh Quang (huyện Quế Sơn); Song An, Phú Toàn (huyện Tiên Phước); Tráng Sơn, Thăng Phước (huyện Thăng Bình). Sau đó, sáp nhập 6 xã Liên Giang, Vinh Quang, Song An, Phú Toàn, Tráng Sơn, Thăng Phước để thành lập 3 xã mới là: Phước Giang (gồm: làng Bình Huề, Phước Sơn của xã Vinh Quang và làng Tân Thuận, An Toàn, Bình Kiều, Trà Linh của xã Liên Giang); xã Phước Mỹ (gồm: làng Mỹ Lưu, Tú Lá, Quế Mỹ và Phú Nhơn); xã Phước Hà (gồm 4 xã: Song An, Phú Toàn, Tráng Sơn, Thăng Phước). Xóa bỏ tổng Cò Nhang và Giang Rẫy, thành lập 4 xã mới: Phước Hiệp, Phước Nhang, Phước Kim và Phước Thành.
Tháng 3 năm 1949, Quế Sơn thực hiện hợp xã lần thứ hai, còn 7 xã lấy chữ Quế ở đầu là Quế Xuân (gồm toàn bộ 6 xã thuộc tổng Xuân Phú Trung), Quế Hiệp, Quế Châu, Quế Phong, Quế Lộc, Quế Phước và Quế Thọ.
Năm 1951, nhận 2 xã Phước Giang, Phước Mỹ từ huyện Phước Sơn (nguyên danh: Liên Giang, Vinh Quang), gộp 2 xã trên thành xã Quế Tân.

### Việt Nam Cộng hòa (1954-1975)
Sau năm 1954, chính quyền Việt Nam Cộng hòa tách phần phía Tây huyện Quế Sơn để thành lập huyện Hiệp Đức.
Năm 1958, các huyện đổi thành quận. Quận Quế Sơn có 23 xã: Phú Thạnh, Phú Hương, Phú Thọ, Phú Diên, Phú Hiệp, Phú Phong, Sơn Khánh, Sơn Trung, Sơn Lãnh, Sơn Thắng, Sơn Thành, Sơn Thượng, Sơn Thạch, Sơn Xuân, Sơn Châu, Sơn Lộc, Sơn Long, Sơn Hòa, Sơn Phúc, Sơn Thọ, Sơn Khương, Sơn Ninh, Sơn Thuận, quận lỵ đặt tại Sơn Thành. Các xã Sơn Bình, Sơn Tân, Sơn Hiệp, Sơn Phước, Sơn Tây, Sơn Tú, Sơn Lợi gộp với các xã Phước Ninh, Phước Hòa, Phước Hảo, Phước Khánh, Phước Khương, Phước Lộc, Phước Thọ của Nha Đại diện Hành chánh Phước Sơn, lập quận Phước Sơn, quận ly đặt tại Đông An.
Ngày 2 tháng 3 năm 1959, đổi quận Phước Sơn thành quận Hiệp Đức.
Ngày 31 tháng 7 năm 1962, chia tỉnh Quảng Nam ra làm 2 tỉnh Quảng Nam và Quảng Tín, quận Quế Sơn thuộc tỉnh Quảng Nam, quận Hiệp Đức thuộc tỉnh Quảng Tín.
Ngày 20 tháng 10 năm 1962, 6 xã Sơn Khương, Sơn Lợi, Sơn Ninh, Sơn Phúc, Sơn Thọ, Sơn Thuận của quận Quế Sơn, cùng với các xã vùng Tây của Duy Xuyên (Xuyên Phú, Xuyên Thu) và Đại Lộc (Lộc Quý, Lộc Sơn, Lộc Thành) được tách ra để lập quận mới Đức Dục thuộc tỉnh Quảng Nam, quận lỵ đặt tại An Hòa, Xuyên Thu. Quận Quế Sơn lúc này còn 18 xã: Phú Diên, Phú Hiệp, Phú Hương, Phú Phong, Phú Thạnh, Phú Thọ, Sơn Châu, Sơn Hòa, Sơn Khánh, Sơn Lãnh, Sơn Long, Sơn Lộc, Sơn Thạch, Sơn Thành, Sơn Thắng, Sơn Thượng, Sơn Trung, Sơn Xuân, quận lỵ đặt tại Sơn Thành.
Ngày 26 tháng 2 năm 1966, tỉnh Quảng Tín, bãi bỏ quận Hiệp Đức, đặt các xã thuộc quận Hiệp Đức dưới quyền quản hạt của quận Tam Kỳ.
Ngày 22 tháng 2 năm 1968, thiết lập cơ sở phái viên hành chính Sơn Phú, trực thuộc quận Quế Sơn, quản hạt các xã vùng Đông: Phú Hương, Phú Hiệp, Phú Thọ, Phú Diên, Phú Phong, Phú Thạnh.
Ngày 25 tháng 3 năm 1968, bãi bỏ cơ sở phái viên hành chính Sơn Phú, các xã vùng Đông lại trực thuộc quận.
Ngày 19 tháng 11 năm 1973, dời quận lỵ về xã Sơn Thượng.

### Chính quyền Cách mạng (1954-1975)
Năm 1962, Quảng Nam tách thành tỉnh Quảng Nam và Đặc khu Quảng Đà, huyện Quế Sơn cùng các huyện Nam Tam Kỳ, Bắc Tam Kỳ, Thăng Bình, Tiên Phước, Trà Sơn thuộc tỉnh Quảng Nam.
Ngày 20 tháng 7 năm 1969, thành lập huyện Quế Tiên từ các xã Thăng Phước, Bình Lâm (Thăng Bình), 3 xã Sơn-Cẩm-Hà (Tiên Phước) và các xã Sơn An, Sơn Hòa, Sơn Tân, Sơn Hiệp và Sơn Bình của huyện Quế Sơn.

### Sau 1975
Sau năm 1975, huyện Quế Sơn thuộc tỉnh Quảng Nam - Đà Nẵng, bao gồm 11 xã: Quế An, Quế Châu, Quế Hiệp, Quế Lộc, Quế Mỹ, Quế Phong, Quế Phú , Quế Phước, Quế Tân, Quế Thọ và Quế Xuân.
Ngày 23 tháng 9 năm 1981, Hội đồng Bộ trưởng ban hành quyết định số 79-HĐBT. Theo đó:
- Chia xã Quế Phong thành 2 xã: Quế Phong và Quế Long
- Chia xã Quế Lộc thành 2 xã: Quế Lộc và Quế Trung
- Chia xã Quế Phước thành 3 xã: Quế Ninh, Quế Phước và Quế Lâm
- Chia xã Quế Tân thành 3 xã: Quế Bình, Quế Lưu và Quế Tân.

Ngày 1 tháng 12 năm 1983, Hội đồng Bộ trưởng ban hành quyết định số 141-HĐBT. Theo đó:
- Chia xã Quế An thành 2 xã: Quế An và Quế Minh
- Chia xã Quế Mỹ thành 2 xã: Quế Mỹ và Quế Cường
- Chia xã Quế Hiệp thành 2 xã: Quế Hiệp và Quế Thuận.

Cuối năm 1984, huyện Quế Sơn bao gồm 20 xã: Quế An, Quế Bình, Quế Châu, Quế Cường, Quế Hiệp, Quế Lâm, Quế Lộc, Quế Long, Quế Lưu, Quế Minh, Quế Mỹ, Quế Ninh, Quế Phong, Quế Phú, Quế Phước, Quế Tân, Quế Thọ, Quế Thuận, Quế Trung và Quế Xuân.
Ngày 31 tháng 12 năm 1985, tách 4 xã: Quế Thọ, Quế Bình, Quế Lưu và Quế Tân để thành lập huyện Hiệp Đức.
Huyện Quế Sơn còn lại 16 xã: Quế An, Quế Châu, Quế Cường, Quế Hiệp, Quế Lâm, Quế Lộc, Quế Long, Quế Minh, Quế Mỹ, Quế Ninh, Quế Phong, Quế Phú, Quế Phước, Quế Thuận, Quế Trung và Quế Xuân.
Ngày 11 tháng 1 năm 1986, thành lập thị trấn Đông Phú (thị trấn huyện lỵ huyện Quế Sơn) trên cơ sở 884,29 ha diện tích tự nhiên với 5.281 nhân khẩu của xã Quế Châu và 243,1 ha diện tích tự nhiên với 1.084 nhân khẩu của xã Quế Long.
Ngày 16 tháng 4 năm 1988, đổi tên xã Quế Mỹ thành xã Phú Thọ và thành lập xã Quế Hội tại khu kinh tế mới Nà Lau.
Ngày 29 tháng 8 năm 1994, sáp nhập xã Quế Hội vào xã Quế Lâm.
Ngày 6 tháng 11 năm 1996, huyện Quế Sơn thuộc tỉnh Quảng Nam vừa tái lập.
Ngày 12 tháng 1 năm 2004, chia xã Quế Xuân thành 2 xã: Quế Xuân 1 và Quế Xuân 2.
Đến cuối năm 2007, huyện Quế Sơn bao gồm thị trấn Đông Phú và 17 xã: Quế An, Quế Châu, Quế Cường, Quế Hiệp, Quế Lâm, Quế Lộc, Quế Long, Quế Minh, Phú Thọ, Quế Ninh, Quế Phong, Quế Phú, Quế Phước, Quế Thuận, Quế Trung, Quế Xuân 1, Quế Xuân 2.
Ngày 8 tháng 4 năm 2008, Chính phủ ban hành Nghị định số 42/2008/NĐ-CP. Theo đó:
- Thành lập xã Hương An trên cơ sở điều chỉnh: 
  - 855 ha diện tích tự nhiên và 5.491 nhân khẩu của xã Quế Phú
  - 180 ha diện tích tự nhiên và 959 nhân khẩu của xã Quế Cường
- Thành lập xã Sơn Viên trên cơ sở điều chỉnh 2.517 ha diện tích tự nhiên và 3.215 nhân khẩu của xã Quế Lộc
- Thành lập xã Phước Ninh trên cơ sở điều chỉnh: 
  - 8.298 ha diện tích tự nhiên và 2.130 nhân khẩu của xã Quế Phước
  - 3.930 ha diện tích tự nhiên và 1.456 nhân khẩu của xã Quế Ninh
- Tách 7 xã: Quế Lộc, Quế Trung, Quế Ninh, Quế Phước, Quế Lâm, Sơn Viên và Phước Ninh để thành lập huyện Nông Sơn

Huyện Quế Sơn còn lại thị trấn Đông Phú và 13 xã: Hương An, Phú Thọ, Quế An, Quế Châu, Quế Cường, Quế Hiệp, Quế Long, Quế Minh, Quế Phong, Quế Phú, Quế Thuận, Quế Xuân 1, Quế Xuân 2.
Ngày 10 tháng 1 năm 2020, Ủy ban Thường vụ Quốc hội ban hành Nghị quyết số 863/NQ-UBTVQH14 về việc sắp xếp các đơn vị hành chính cấp xã thuộc tỉnh Quảng Nam (nghị quyết có hiệu lực từ ngày 1 tháng 2 năm 2020). Theo đó:
- Sáp nhập xã Phú Thọ và xã Quế Cường thành xã Quế Mỹ
- Thành lập thị trấn Hương An trên cơ sở toàn bộ diện tích tự nhiên và dân số của xã Hương An.

Đến cuối năm 2023, huyện Quế Sơn có 13 đơn vị hành chính cấp xã trực thuộc, bao gồm 2 thị trấn: Đông Phú (huyện lị), Hương An và 11 xã: Quế An, Quế Châu, Quế Hiệp, Quế Long, Quế Minh, Quế Mỹ, Quế Phong, Quế Phú, Quế Thuận, Quế Xuân 1, Quế Xuân 2.
Ngày 24 tháng 10 năm 2024, Ủy ban Thường vụ Quốc hội ban hành Nghị quyết số 1241/NQ-UBTVQH15 về việc sắp xếp đơn vị hành chính cấp huyện, cấp xã của tỉnh Quảng Nam giai đoạn 2023–2025 (nghị quyết có hiệu lực thi hành từ ngày 1 tháng 1 năm 2025). Theo đó:
- Sáp nhập toàn bộ diện tích tự nhiên là 471,64 km2, quy mô dân số là 35.438 người của huyện Nông Sơn (gồm thị trấn Trung Phước và 5 xã: Ninh Phước, Phước Ninh, Quế Lâm, Quế Lộc, Sơn Viên) trở lại huyện Quế Sơn
- Sáp nhập xã Sơn Viên trở lại xã Quế Lộc.

Huyện Quế Sơn có 3 thị trấn và 15 xã như hiện nay.

## Giáo dục
Huyện hiện có:
- 13 trường tiểu học
- 13 trường trung học cơ sở
- 3 trường trung học phổ thông:
  - Trung học phổ thông Quế Sơn
  - Trung học phổ thông Trần Đại Nghĩa
  - Phổ thông trung học Nguyễn Văn Cừ.

## Văn hóa - du lịch

### Quế Sơn trong âm nhạc
Bài hát tiêu biểu viết về Quế Sơn: Quế Sơn đất mẹ ân tình của nhạc sĩ Nguyễn Đình Thậm, Quế Sơn quê tôi Lưu trữ ngày 19 tháng 2 năm 2019 tại Wayback Machine của Lê Trần Thành, viết cho quê hương.
Các làng quê vẫn còn giữ được nhiều phong tục tập quán xưa của Việt Nam.

### Đặc sản
Ngoài món ăn nổi tiếng của toàn Quảng Nam là Mỳ Quảng, Quế Sơn còn nổi tiếng với các món ăn như
- Phở sắn Quế Sơn
- Gà tre đèo Le

### Du lịch
Huyện Quế Sơn có tiềm năng du lịch với các khu du lịch như: suối Tiên (Quế Hiệp), suối Nước Mát, đèo Le (Quế Long), hồ An Long (Quế Phong). Những địa điểm này có tiềm năng du lịch nhưng chưa được khai thác, cần có các nhà đầu tư để phát triển khu vục này.

## Giao thông

### Đường bộ
Quế Sơn có các trục đường lộ chính sau:
- Quốc lộ 1 đi qua huyện, có các cầu như: cầu Bà Rén (bắt qua sông Bà Rén), cầu Phú Phong (thường gọi Cống Ba), cầu Hương An (bắc qua sông Ly Ly)
- Đường cao tốc Đà Nẵng – Quảng Ngãi đi song song với quốc lộ 1
- Quốc lộ 14E cũ từ thị trấn Hà Lam đến chợ Đàng đi theo Tỉnh lộ 611 và Quốc lộ 14H tại ngã ba Trung Phước, đi qua hầu hết các xã của huyện đến thị trấn Đông Phú đến giáp huyện Nông Sơn tại đèo Le
- Tỉnh lộ 611B nối Tỉnh lộ 611 (tại ngã ba Quế Sơn) với Quốc lộ 14E (tại ngã ba Phú Bình)
- Hệ thống các đường huyện.

### Đường sắt
Đường sắt Bắc Nam đi song song với Quốc lộ 1 đi ngang huyện tại 2 xã Quế Xuân 2, xã Quế Mỹ.

## Danh nhân
- Phạm Nhữ Dực: Tướng thời Trần, có công khai phá vùng Quế Sơn
- Phạm Nhữ Tăng
- Nguyễn Ngọc Thanh (tướng nhà Nguyễn): Chánh đô đốc nhà Nguyễn
- Phan Văn Thuật: Nhà Nho
- Phan Quang: Tiến sĩ Nho học, một trong Ngũ Phụng Tề Phi
- Nguyễn Mậu Hoán: Phó bảng khoa thi 1901
- Phan Khoang: Nhà sử học, nhà giáo, nhà báo
- Phan Du
- Nguyễn Huy Chương: Trung tướng
- Hoàng Châu Ký: Nhà nghiên cứu nghệ thuật, chính khách
- Ý Nhi: Nhà thơ
- Hoàng Hương Việt: Nhà thơ
- Nguyễn Xuân Phúc: Thủ tướng, Chủ tịch nước
- Lê Chiêm: Trung tướng Quân đội Nhân dân Việt Nam, Thứ trưởng Bộ quốc phòng
- Đỗ Quang: Vị quan nhà Nguyễn.